# Раисов, Толеген Казезович
Толеген Казезович Раисов (21.04.1945) — известный учёный-гельминтолог-паразитолог, педагог, доктор биологических наук, профессор, академик НАН РК, «Заслуженный деятель науки и техники РК», Отличник здравоохранения Республики Казахстан, Почетный гражданин Восточно-Казахстанской области.

## Биография
Родился в 1945 году в с. Жулдыз, Катон-Карагайского района Восточно-Казахстанской области.В 1968 году окончил Семипалатинский государственный медицинский институт. Работал ассистентом кафедры нормальной физиологии. В 1973 году закончил аспирантуру кафедры нормальной физиологии Харьковского государственного медицинского института и защитил кандидатскую диссертацию. В 1978 году был назначен на должность проректора по учебной и воспитательной работе СГМИ; в 1987 −2002 г. ректор этого же вуза. С 2002 по 2009 гг. заведующий кафедрой медицинской биологии, советник ректора Медицинского университета Семея . С 2013 года — профессор модуля валеологии Казахского национального медицинского университета им. С. Асфендиярова.

## Научные, литературные труды
Автор 240 научных работ, 5 монографий и учебных пособий, получены 4 авторских свидетельства на изобретения. Под его руководством подготовлены и защищены 3 докторских и 18 кандидатских диссертаций.
Его основные научные труды посвящены изучению патогенеза гельминтоза, его профилактике и путям его лечения. Изучил взаимосвязь между паразитом и хозяином (трихинеллез и эхинококковые заболевания), усовершенствовал методы диагностики и лечения. Занимается изучением влияния радиационных факторов испытательного ядерного полигона на здоровье населения, проживающего в отдаленных регионах.
• «Патология при гельминтозах» (1991)
• «Русско-казахский ветеринарный словарь» (1992, в соавт.)
• «Руководство по практической гельминтологии» (1993—1994, в соавт)
• Частота лейкопении у больных, живущих на территории бывшего Семипалатинского ядерного полигона // Здравоохранение Казахстана.- 1997.- N 10.- С.6-8 (1997)
• «Иммуногенетическая структура жителей районов, прилегающих к территории Семипалатинского испытательного полигона» (1999)
• «Балалар организмiнiң гистологиялық ерекшелiктерi» (2000) и др.

## Награды и звания
1. Доктор биологических наук (1991)
2. Профессор(1991)
3. Академик НАН РК (2003)
4. Лауреат премии РАМН имени П. Г. Сергеева (1994)
5. «Заслуженный деятель науки и техники РК» (1998)
6. Медаль «10 лет Астане» (1998)
7. Медаль «10 лет независимости Республики Казахстан» (2001)
8. Медаль «20 лет независимости Республики Казахстан» (2011)
9. Почетный гражданин Восточно-Казахстанской области (2012)
10. Отличник здравоохранения Республики Казахстан
11. Орден им. М. Ломоносова
12. Нагрудный знак «Алтын Дәрігер».